# ألفارو دياز
ألفارو دياز غونزاليز (بالإسبانية: Álvaro Díaz González) ويعرف اختصارا باسم ألفارو دياز (بالإسبانية: Álvaro Díaz) (2 يناير 1972 بسانتياغو، تشيلي)، هو مخرج، منتج أفلام وتلفزيون، ممثل وصحفي تشيلي، وهو عضو في شركة الإنتاج أبلابلاك.
درس بجامعة تشيلي. أنتج وأخرج في التلفزيون مسلسل العامل البشري (بالإسبانية: El factor humano) سنة 1998. أسس بجانب بيدرو بيرانو شركة الإنتاج أبلابلاك  ()، والتي أنتجوا بها سلسلات تلفزيونية أمثال 31 دقيقة، أنظر لنفسك (بالإسبانية: Mira Tú) وبلد خطيرة (بالإسبانية: Un país serio). 31 دقيقة هو مسلسل كوميدي تم عرضه بالمكسيك، الأرجنتين والبرازيل ودول أخرى من أمريكا اللاتينية نظرا للنجاح الذي حققه.
وفي السينما. أصدر فيلم 31 دقيقة وهو فيلم مستوح من المسلسل 31 دقيقة، وأيضا رسومات برونو كولفيتسكي (بالإسبانية: Los dibujos de Bruno Kulczewski).
فاز غونزاليز بجائزة ألتازور لأفضل مخرج عن مسلسلا 31 دقيقة (2004) والعامل البشري (2000)

## أعماله

### كمخرج

#### الأفلام
- 31 دقيقة (بالإسبانية: 31 minutos) (2008)
- رسومات برونو كولفيتسكي (بالإسبانية: Los dibujos de Bruno Kulczewski) (2004)
- أقول ابدأ أقول ابدأ (بالإسبانية: Nunca digas nunca jamás) (1998)

#### المسلسلات
- إجازات توليو وتيم الصغيرة (بالإسبانية: Las vacaciones de Tulio y el pequeño Tim) (2009)
- 31 دقيقة (بالإسبانية: 31 Minutos) (2003)
- أنظر لنفسك (بالإسبانية: Mira tú) (2002)
- الدم، العرق والدموع (بالإسبانية: Sangre, sudor y lágrimas) (2004)
- العامل البشري (بالإسبانية: El factor humano) (1998)

### ككاتب سيناريو

#### الأفلام
- غابة كاراديما (بالإسبانية: El bosque de Karadima) (2015).[4]
- مكتب الجولات السياحية (بالإسبانية: Paseo de oficina) (2012).[5]
- 31 دقيقة (بالإسبانية: 31 minutos) (2008)
- رسومات برونو كولفيتسكي (بالإسبانية: Los dibujos de Bruno Kulczewski) (2004)

#### المسلسلات
- إجازات توليو وتيم الصغيرة (بالإسبانية: Las vacaciones de Tulio y el pequeño Tim) (2009)
- 31 دقيقة (بالإسبانية: 31 Minutos) (2003)
- أنظر لنفسك (بالإسبانية: Mira tú) (2002)
- الخطة زد (بالإسبانية: Plan Z) (1997)

### كمنتج
- بلد خطيرة (بالإسبانية: Un país serio) (2009).

### كممثل

#### الأفلام
- 31 دقيقة (بالإسبانية: 31 minutos) (2008)

#### المسلسلات
- إجازات توليو وتيم الصغيرة (بالإسبانية: Las vacaciones de Tulio y el pequeño Tim) (2009)
- 31 دقيقة (بالإسبانية: 31 Minutos) (2003)
- الخطة زد (بالإسبانية: Plan Z) (1997)

## روابط خارجية
- ألفارو دياز على موقع IMDb (الإنجليزية)
- ألفارو دياز على موقع ميوزك برينز (الإنجليزية)
- ألفارو دياز على موقع قاعدة بيانات الفيلم (الإنجليزية)
- ألفارو غونزاليز على موقع cinechile.cl.
- ألفارو غونزاليز على قاعدة بيانات الأفلام على الإنترنت.